# 颁金节
颁金节（转写：banjin inenggi），是满族的节日，为每年的农历十月十三日 ，是满族的族诞。因“满洲”这个称谓于后金天聪九年，即公元1635年11月22日 （农历十月十三）这天由清太宗皇太极选定，正式取代女真（诸申）成为族名。1989年，首届满族文化学术研讨会上，皇太极选定“满洲”称谓的农历日期被正式定为“颁金节”。

## 颁金节的来历
最早由大连满族联谊会会长西林和璠提出颁金节，1989年10月在丹东举办的全国满族文化会议上，全国各地满族代表一致通过了每年农历十月十三日举办纪念清太宗1635年农历十月十三日颁诏以后正名满洲名称的日子，名称为颁金节。

## 颁金节的意义
“颁金节”是满族最值得纪念的日子，因为它是满族作为一个民族共同体诞生的纪念日、命名纪念日，是全族性的节日。每年这一天，全国各地的满族同胞都以各种方式庆祝自己的节日。“ᠪᠠᠨᠵᡳᠨ banjin”，汉译是“生”、“出生”、“创造”之意，音译为颁金；“ᡳᠨᡝᠩᡤᡳ inenggi”，汉译是“节日”之意，因此“颁金节”即满族“诞生日”。

## 相关
也有部分满族人将皇太极选定“满洲”称谓的公历日期视为满族的命名纪念日。